# Deauville
Deauville è un comune francese di 4 014 abitanti situato nel dipartimento del Calvados nella regione della Normandia.

## Storia
È celebre come raffinata località balneare e mondana della Côte Fleurie ("Costa Fiorita") fin dalla seconda metà dell'Ottocento. In questa località visse ed operò dal 1913 la celebre stilista Coco Chanel e nel 1966 vi fu ambientato il celebre film Un uomo, una donna di Claude Lelouch. Il 26 maggio 2011 Deauville ha ospitato il G8.

## Monumenti e luoghi d'interesse
- Villa Strassburger

## Società

### Evoluzione demografica
Abitanti censiti

## Amministrazione

### Gemellaggi
- Cowes
- Eicklingen
- Kildare
- Lexington